# НЕК (компания)
Вижте пояснителната страница за други значения на НЕК.
NEC Corporation (на японски: 日本電気株式会社, нипон денки кабушики гайша) е японска компания, производител на електронна и компютърна техника, телекомуникационно оборудване, една от най-големите световни телекомуникационни компании. Тя е и най-големият производител на компютри в Япония от 80-те години на миналия век. Компанията в миналото е известна като Nippon Electric Company, преди да се преименува през 1983 г. само на NEC. Седалището ѝ се намира в Токио. Компанията заема 241-вото място в списъка на Fortune Global 500 за (2011 г.). Нейното бизнес подразделение NEC Semiconductors е един от 20-те световните лидери в продажбите на полупроводници, преди да се слее с Renesas Electronics. NEC е член на кайрецу Sumitomo Group.

## История
Компанията е регистрирана в Токио през 1899 г., неин задграничен партньор тогава е била американската Western Electric. През първите си години НЕК се е занимавала с производството на телефонно оборудване. Започвайки от 1920-те години обаче, компанията започва да работи практически във всички направления в областта на комуникациите.

## Дейност
Компанията разработва решения за мобилните и фиксирани мрежи, широколентови и корпоративни системи, решения в сферата на полупроводницитев, IT и интернет-решения.
Към 30 септември 2005 г. в компанията са работили над 147 хил. служители по целия свят. Компания има:
- 18 представителства в 18 страни;
- 23 завода в 12 страни;
- 4 научноизследователски центрове в 4 страни;
- 61 компании по организация на продажбите в 26 страни.

През лятото на 2008 г. НЕК купува компанията NetCracker за $300 млн.
През януари 2011 г. NEC образува съвместно предприятие с китайския производител на компютри Lenovo, четвъртият по големина производител на компютри в света. Като част от сделката компаниите заявиха в изявление, че ще създадат нова компания, наречена Lenovo NEC Holdings B.V., която ще бъде регистрирана в Холандия.